# Клэнси, Кинг
Фрэнсис Майкл (Кинг) Клэнси (англ. Francis Michael 'King' Clancy; 25 февраля 1903, Оттава — 10 ноября 1986 год, Торонто) — канадский хоккеист (защитник), хоккейный судья, тренер и администратор, обладатель Кубка Стэнли 1923, 1927 и 1932 годов с командами «Оттава Сенаторз» и «Торонто Мейпл Лифс». Двукратный член первой сборной всех звёзд НХЛ, член Зала хоккейной славы с 1958 года.

## Биография
Фрэнк Клэнси родился в Оттаве в 1903 году и с детства играл в хоккей на открытых городских катках. Одну из первых своих пар коньков он получил в подарок от Эдди Джерарда — хоккеиста, выступавшего с 1917 по 1923 год за клуб «Оттава Сенаторз» и друга его отца. Сам Фрэнк играл в молодёжной оттавской лиге за сборную школы Св. Жозефа, а позже присоединился к спортивному клубу «Сент-Бриджитс», игравшему во взрослой городской лиге. В 1919 году Клэнси стал с этой командой чемпионом Оттавы.
На игру Клэнси в составе «Сент-Бриджитс» обратил внимание тренер «Оттава Сенаторз» Пит Грин, и в 1921 году «Сенаторз» подписали с молодым защитником контракт на сумму 800 долларов в год. В это время Клэнси, ещё не успевший получить прозвище «Кинг» (Король), весил всего 150 фунтов (68 кг); он стал самым молодым к тому моменту игроком НХЛ. Клэнси, забивший свою первую шайбу в НХЛ в дополнительное время своего дебютного матча против «Гамильтон Тайгерз», стал постоянным игроком основного состава после того, как клуб покинул Эдди Джерард.
Клэнси выступал за «Сенаторз» до сезона 1929/1930, несмотря на амплуа защитника умело распоряжаясь шайбой в атаке и сумев в трёх сезонах из девяти поразить ворота соперников более десяти раз (в сезоне 1923/1924 попав в десятку лучших бомбардиров лиги и отдав больше всех результативных передач). В сезонах 1922/1923 и 1926/1927 он помог клубу завоевать Кубок Стэнли, а в 1922 году проиграл с командой в финале.
В 1930 году Клэнси стал центральной фигурой небывалой к тому времени по масштабам сделки между «Сенаторз» и «Торонто Мейпл Лифс». «Кленовые листья» отдали оттавскому клубу за одного игрока двоих — Эрика Петтингера и Арта Смита — и добавили 35 тысяч долларов сверху (примерно половину этих денег владелец «Торонто» Конн Смит выиграл на скачках незадолго до этого). Этот риск оправдал себя: уже в первый свой сезон с клубом Клэнси помог ему набрать на 13 очков больше, чем в предыдущем, а сам попал в первую сборную НХЛ. Ещё через год, в сезоне 1931/1932, торонтская команда при участии Клэнси впервые в своей истории завоевала Кубок Стэнли. В сезонах 1932/1933 и 1933/1934 Клэнси набрал по системе «гол плюс пас» соответственно 25 и 28 очков, во втором сезоне вторично попав в первую сборную всех звёзд НХЛ. Однако затем его результативность упала, он набрал лишний вес и в начале сезона 1936/1937 объявил о завершении игровой карьеры.
В сезоне 1937/1938 Клэнси был приглашён на пост тренера клуба НХЛ «Монреаль Марунз», но был уволен после первых 18 игр сезона (6 побед при 11 поражениях и одной ничьей). После этого он 11 лет поработал в НХЛ арбитром, затем приняв предложение стать тренером клуба «Цинциннати Мохокс» — дочерней команды «Монреаль Канадиенс», выступавшей в АХЛ. После двух сезонов, законченных «Мохокс» на последнем месте, он стал тренером клуба АХЛ «Питсбург Хорнетс», с которым в сезоне 1951/1952 завоевал главный трофей лиги — Кубок Колдера.
В 1953 году Клэнси стал главным тренером «Торонто Мейпл Лифс», сменив в этой должности Джо Примо. Команда, с 1947 по 1951 год завоёвывавшая Кубок Стэнли четыре раза, после гибели своего ведущего игрока Билла Барилко, но все три сезона под руководством Клэнси выходила в плей-офф, хотя победить так и не смогла. По окончании сезона 1955/1956 Клэнси освободил тренерский пост для недавно окончившего игровую карьеру Хоуи Микера, став заместителем генерального менеджера. После нескольких неудачных сезонов «Кленовые листья» снова вошли в оптимальную форму и в 1962 году снова стали обладателями Кубка Стэнли, до конца 1960-х годов повторив этот успех ещё трижды — каждый раз с Панчем Имлахом
в качестве главного тренера. Клэнси оставался заместителем генерального менеджера клуба до самой своей смерти в 1986 году, с 1969 года также являясь вице-президентом «Мейпл Лифс». Он был личным другом нового владельца клуба, Гарольда Балларда, и в сезоне 1971/1972 временно выполнял обязанности главного тренера команды, пока Джон Маклеллан находился в больнице. В конце жизни Клэнси регулярно выступал в роли посла доброй воли «Торонто Мейпл Лифс».

## Статистика выступлений
| 1916-17          | Оттава Сэнди-Хилл    | OCJHL            | 4   | 3   | 0   | 3   | —   | —  | — | — | —  | —  |
| 1916-17          | Сен-Жозефс           | High-ON          | —   | —   | —   | —   | —   | 2  | 3 | 0 | 3  | —  |
| 1917-18          | Оттава Мьюнишнс      | OCJHL            | 4   | 2   | 0   | 2   | —   | —  | — | — | —  | —  |
| 1917-18          | Оттава Колледжиэйт   | High-ON          | —   | —   | —   | —   | —   | 2  | 3 | 0 | 3  | —  |
| 1918-19          | Оттава Сент-Бриджитс | ОГХЛ             | 8   | 0   | 1   | 1   | 3   | 1  | 0 | 0 | 0  | 6  |
| 1919-20          | Оттава Сент-Бриджитс | ОГХЛ             | 8   | 1   | 0   | 1   | —   | —  | — | — | —  | —  |
| 1920-21          | Оттава Сент-Бриджитс | ОГХЛ             | 11  | 6   | 0   | 6   | —   | 6  | 5 | 1 | 6  | 12 |
| 1921-22          | Оттава Сенаторз      | НХЛ              | 24  | 4   | 6   | 10  | 21  | 2  | 0 | 0 | 0  | 2  |
| 1922-23          | Оттава Сенаторз      | НХЛ              | 24  | 3   | 2   | 5   | 20  | 2  | 0 | 0 | 0  | 0  |
| 1922-23          | Оттава Сенаторз      | Кубок Стэнли     | —   | —   | —   | —   | —   | 6  | 1 | 0 | 1  | 4  |
| 1923-24          | Оттава Сенаторз      | НХЛ              | 24  | 8   | 8   | 16  | 26  | 2  | 0 | 0 | 0  | 6  |
| 1924-25          | Оттава Сенаторз      | НХЛ              | 29  | 14  | 7   | 21  | 61  | —  | — | — | —  | —  |
| 1925-26          | Оттава Сенаторз      | НХЛ              | 35  | 8   | 4   | 12  | 80  | 2  | 1 | 0 | 1  | 8  |
| 1926-27          | Оттава Сенаторз      | НХЛ              | 43  | 9   | 10  | 19  | 78  | 6  | 1 | 1 | 2  | 14 |
| 1927-28          | Оттава Сенаторз      | НХЛ              | 39  | 8   | 7   | 15  | 73  | 2  | 0 | 0 | 0  | 6  |
| 1928-29          | Оттава Сенаторз      | НХЛ              | 44  | 13  | 2   | 15  | 89  | —  | — | — | —  | —  |
| 1929-30          | Оттава Сенаторз      | НХЛ              | 44  | 17  | 23  | 40  | 83  | 2  | 0 | 1 | 1  | 2  |
| 1930-31          | Торонто Мейпл Лифс   | НХЛ              | 44  | 7   | 14  | 21  | 63  | 2  | 1 | 0 | 1  | 0  |
| 1931-32          | Торонто Мейпл Лифс   | НХЛ              | 48  | 10  | 9   | 19  | 61  | 7  | 2 | 1 | 3  | 14 |
| 1932-33          | Торонто Мейпл Лифс   | НХЛ              | 48  | 13  | 12  | 25  | 79  | 9  | 0 | 3 | 3  | 14 |
| 1933-34          | Торонто Мейпл Лифс   | НХЛ              | 46  | 11  | 17  | 28  | 62  | 3  | 0 | 0 | 0  | 8  |
| 1934-35          | Торонто Мейпл Лифс   | НХЛ              | 47  | 5   | 16  | 21  | 53  | 7  | 1 | 0 | 1  | 8  |
| 1935-36          | Торонто Мейпл Лифс   | НХЛ              | 47  | 5   | 10  | 15  | 61  | 9  | 2 | 2 | 4  | 10 |
| 1936-37          | Торонто Мейпл Лифс   | НХЛ              | 6   | 1   | 0   | 1   | 4   | —  | — | — | —  | —  |
| За карьеру в НХЛ | За карьеру в НХЛ     | За карьеру в НХЛ | 592 | 136 | 147 | 283 | 914 | 55 | 8 | 8 | 16 | 88 |

## Признание заслуг
В 1958 году имя Кинга Клэнси было включено в списки Зала хоккейной славы. В его честь назван Кинг Клэнси Трофи — ежегодный приз, вручаемый одному из хоккеистов за общественную благотворительную деятельность. С 1975 года Клэнси является также членом Канадского зала спортивной славы. В 2016 году, когда «Торонто Мейпл Лифс» закрепили номера за 17 игроками, номер 7 был посмертно закреплён за Клэнси и Тимом Хортоном. В 2017 году включён в Список 100 величайших игроков НХЛ по версии самой лиги.